# Baie Mattawa
Pour les articles homonymes, voir Mattawa.
La baie Mattawa est un plan d'eau douce de la partie Sud-Ouest du réservoir Gouin, dans le territoire de la ville de La Tuque, dans la région administrative de la Mauricie, dans la province de Québec, au Canada.
Ce lac s’étend dans le canton de Poisson et d’Évanturel. À la suite de l’érection complétée en 1948 du barrage Gouin, la baie Mattawa épouse sa forme actuelle étant intégrée au réservoir Gouin. La gestion des eaux au barrage Gouin peut entrainer des variations significatives du niveau de l’eau particulièrement en fin de l’hiver où l’eau est abaissée en prévision de la fonte printanière.
Les activités récréotouristiques constituent la principale activité économique du secteur. La foresterie arrive en second.
Quelques routes forestières desservent les vallées de la rivière Flapjack, du ruisseau Bignell et de la rivière Mégiscane. Ces branches de routes forestières se relient à la route 404 qui dessert la vallée de la baie Mattawa et se connecte au Sud-Est à la route 400 laquelle relie le barrage Gouin au village de Parent (Québec) via les vallées des rivières Jean-Pierre et Leblanc.
La surface du baie Mattawa est habituellement gelée de la mi-novembre à la fin avril, toutefois la circulation sécuritaire sur la glace se fait généralement du début décembre à la fin de mars.

## Géographie
Les principaux bassins versants voisins du baie Mattawa sont :
- côté nord : réservoir Gouin, baie Adolphe-Poisson, baie Hanotaux, baie Plamondon (réservoir Gouin) ;
- côté est : baie Saraana, lac Bureau (réservoir Gouin), rivière Nemio, lac Nemio, lac Lepage (rivière Wacekamiw) ;
- côté sud : rivière Flapjack, ruisseau Bignell, rivière Clova, lac Tessier (réservoir Gouin) ;
- côté ouest : Baie Adolphe-Poisson, lac Saveney, lac du Poète (rivière Mégiscane), ruisseau Bignell, rivière Tamarac (rivière Gatineau).

La baie Mattawa est séparée de la baie Saraana (situé à l’Est) par une presqu’île s’avançant vers le Nord sur 13,3 km. Cette presqu’île comporte le « Mont de la Tête de Brochet » (altitude : 453 m) sur la rive Est d’un détroit reliant la partie Nord de la baie Mattawa avec sa partie Sud.
La baie Mattawa est séparée de la baie Adolphe-Poisson (situé à l’Ouest et au Nord-Ouest) par une presqu’île s’avançant vers le Nord sur 11,7 km et par une île (longueur : 5,6 km). Cette dernière île barre l’embouchure de la baie Hanotaux (côté Sud de l’embouchure) et l’embouchure de la baie Mattawa (côté Ouest de l’embouchure). Une autre île (longueur : 2,2 km) barre le côté Est de l’embouchure de la baie Mattawa.
D’une longueur de 17,0 km, la baie Mattawa comporte de nombreuses îles. Cette baie est alimentée du côté Sud par la rivière Flapjack.
L’embouchure du baie Mattawa est localisée à :
- 2,4 km à l’Est de l’embouchure de la baie Saraana ;
- 2,0 km à l’Ouest de l’embouchure de la baie Hanotaux ;
- 33,4 km au Sud-Ouest du centre du village de Obedjiwan lequel est situé sur une presqu’île de la rive Nord du réservoir Gouin ;
- 90 km au Sud-Ouest du barrage Gouin ;
- 130 km au Nord-Ouest du centre du village de Wemotaci (rive Nord de la rivière Saint-Maurice) ;
- 219 km à l’Ouest du centre-ville de La Tuque ;
- 316 km au Nord-Ouest de l’embouchure de la rivière Saint-Maurice (confluence avec le fleuve Saint-Laurent à Trois-Rivières)[1].

L’embouchure de la baie Mattawa conflue vers le Nord-Est avec une plus grande baie rattachée au lac du Mâle (réservoir Gouin). À partir de l’embouchure de la baie Mattawa, le courant coule sur 116,9 km jusqu’au barrage Gouin, selon les segments suivants :
- 35,0 km vers le Nord-Est, en traversant le lac du Mâle (réservoir Gouin) et la partie Ouest du réservoir Gouin jusqu’à la hauteur du village d’Obedjiwan ;
- 81,9 km vers l’Est, en traversant le lac Marmette (réservoir Gouin), puis vers le Sud-Est en traversant notamment le lac Brochu (réservoir Gouin) puis vers l’Est en traversant la baie Kikendatch, jusqu’au barrage Gouin.

À partir de ce barrage, le courant emprunte la rivière Saint-Maurice jusqu’à Trois-Rivières.

## Toponymie
Le toponyme "Baie Mattawa" a été officialisé le 5 décembre 1968 par la Commission de toponymie du Québec, soit à sa création.